# Chaetoptila angustipluma
Kioea ou quiuea (Chaetoptila angustipluma) é uma espécie extinta de ave passeriforme que era endêmica do Havaí. É a única espécie do gênero Chaetoptila. Foi descrita cientificamente pelo ornitólogo Titian Peale em 1786. Seu nome popular em língua inglesa é "Kioea".